# Peugeot 207
O Peugeot 207 foi um carro fabricado pela Peugeot, marca francesa de carros.
Sucessor do Peugeot 206, o Peugeot 207 é um carro mais robusto e seguro que o antecessor, com mais de 1.250 kg e 4,00m de comprimento.
Foi comercializado em duas versões: Sport e Classic.
No Brasil, 207 é o nome dado ao facelift do 206, que na Europa é conhecido como 206+ ou 206 Plus.

## Motorização[1]
Portugal
- Gasolina - 1.4 16v VTI e 95cv
- Diesel - 1.4 HDi e 70cv; 1.6 16v HDi e 90cv ou 110cv

Brasil
- Flex 1.4 8v e 82cv
- Flex 1.6 16v e 113cv

## Tecnologias
O Peugeot 207 obteve os seguintes resultados nos testes Euro NCAP para-choque frontal (5 estrelas), proteção de crianças (4 estrelas) e choque com peão (3 estrelas). Mas, no Latin NCAP, nos testes de choque frontal recebeu 2 estrelas (com Airbag) e 2 estrelas para proteção de crianças, e sem Airbag, recebeu 1 estrela para adultos, e 2 estrelas para proteção infantil, provando que a Peugeot economiza nos equipamentos de segurança. Além dos sistemas opcionais como o ESP (Electronic Stability Program ou "Programa Eletrônico de Estabilidade"), o Peugeot 207 é equipado com ABS, utilizando a REF (Repartição Eletrônica de Travagem), AFU (Assistência à Travagem de Emergência) e ASR (Sistema de Anti-Derrapagem). Além dos Airbags e cintos de segurança, os bancos vêm preparados com o sistema Isofix para cadeiras de crianças. O condutor é apoiado por faróis direcionáveis, sensores de pressão dos pneus, sistema de ajuda ao estacionamento e regulador e limitador de velocidade.

## No Brasil
Apesar de receber a numeração idêntica ao 207 europeu, o Peugeot 207 Brasil (em outros países da América Latina, "Peugeot 207 Compact"; na Europa "Peugeot 206 Plus") trata-se apenas de uma versão do antigo 206 com dianteira idêntica ao 207 europeu, com painel e interior reestilizado próximo ao estilo do legítimo Peugeot 207 europeu.
Por tratar-se apenas de um facelift do 206, o modelo com a dianteira antiga seguiu em linha em sua versão 1.4 8v como modelo popular da Peugeot, competindo com as versões 1.0 do Fox, Gol, Fiesta, Corsa Classic, Celta, Clio Campus e Palio, cabendo à nova versão competir com os compactos de motorização superior e mesmo os compactos premium como Polo e Punto.
O Peugeot 207 (206 Plus) esteve disponível no Brasil nas versões X-Line, XR, XR-S - as três com motor 1.4 8v - e XS, com motor 1.6 16v e opção de câmbio automático de 4 marchas. Houve também as séries especiais Quicksilver, disponíveis em três oportunidades com diferentes pacotes, motor 1.4 ou 1.6 e carroceria de 3 ou 5 portas, dependendo do ano-modelo. Também há a versão Blue Lion, lançada no final de 2012 com foco na economia, mas que por R$ 30.000,00 não oferecia ar-condicionado ou direção hidráulica nem como opcionais.

### Segurança
O 207 brasileiro (206 Plus) foi testado pelo instituto Latin NCAP, que verifica a proteção oferecida aos ocupantes dos veículos vendidos na América Latina, em caso de colisão. O 207 sem Airbag recebeu 1 estrela de 5 possíveis em proteção para adultos, enquanto o modelo equipado com Airbag duplo recebeu 2 estrelas de 5. Na proteção para crianças, o resultado foi igualmente péssimo, com 2 estrelas em 5. O resultado foi pior que o de seus concorrentes no mercado, principalmente comparando as versões equipadas com Airbag.

## Versão sedan

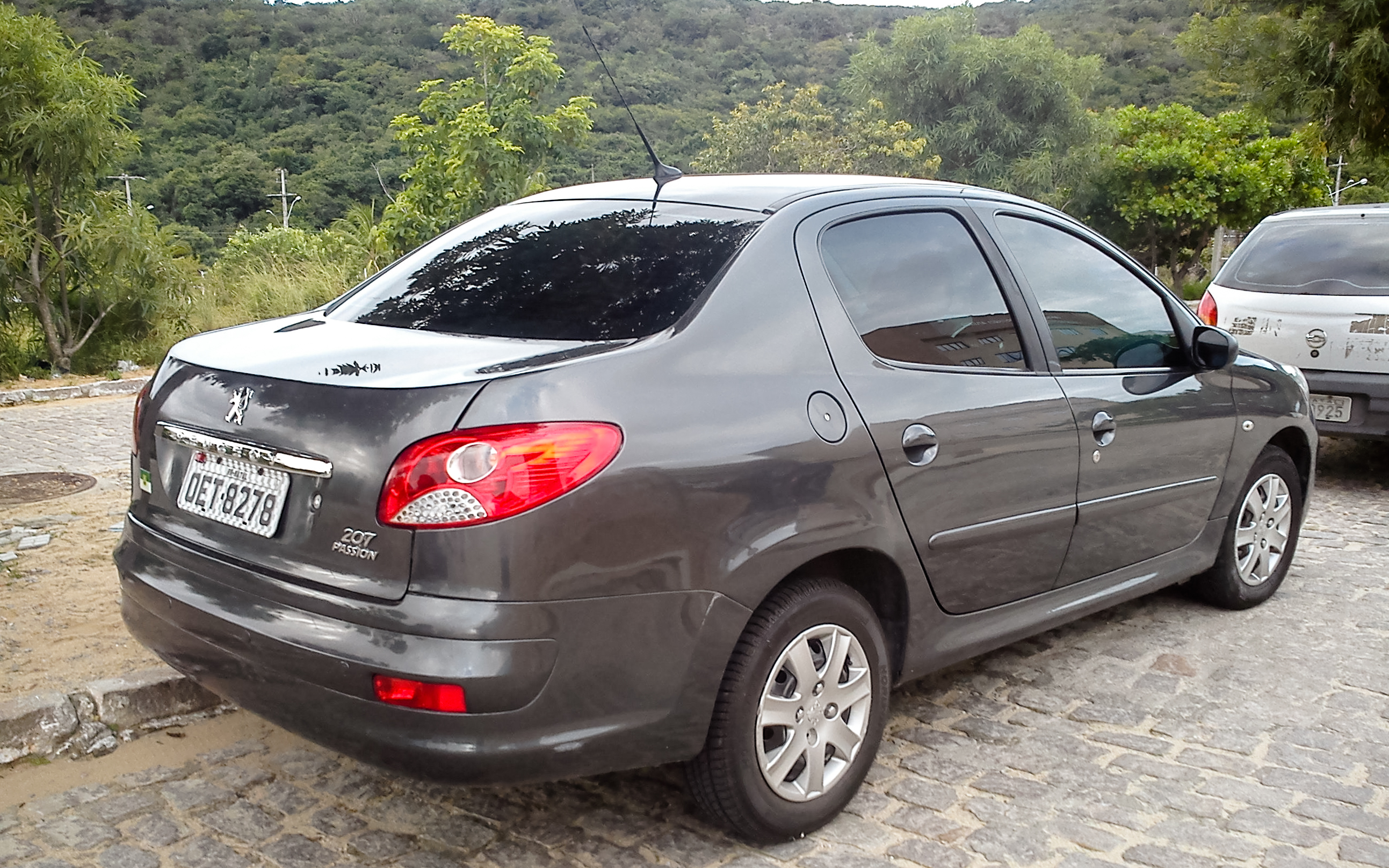
Peugeot 207 Passion

No final de 2008, foi lançada a versão sedan do Peugeot 207: o 207 Passion, baseado no 206 sedan produzido pela Iran Khodro, no Irã, com porta-malas de 420 litros. Foi uma aposta da montadora para competir com outros automóveis do segmento no mercado brasileiro, tais como Fiat Siena, Chevrolet Prisma, Renault Logan e o recém-ressuscitado Volkswagen Voyage.